# Симфонический оркестр Баварского радио
Симфонический оркестр Баварского радио (нем. Symphonieorchester des Bayerischen Rundfunks) — немецкий симфонический оркестр, радиоансамбль, базирующийся в Мюнхене; один из трёх основных оркестров этого города наряду с Мюнхенским филармоническим оркестром и Баварским государственным оркестром. Основными концертными площадками оркестра являются культурный центр Гаштайг и Геркулес-зал в Мюнхенском королевском дворце.

## История
Оркестр был основан в 1949 на базе более раннего радиооркестра. В 1999 г. при оркестре был основан также камерный состав из 15 музыкантов во главе с бессменным руководителем Радославом Шульцем.
Среди важнейших премьер оркестра — три симфонии Карла Амадея Хартмана (Третья и Четвёртая — 1948, Шестая — 1953) и «Страсти по Иоанну» Арво Пярта (1982).
В 2006 оркестр был удостоен премии «Грэмми» за исполнение 13-й симфонии Шостаковича, а журналом Le Monde de la Musique назван 6-м в списке лучших оркестров Европы.

## Главные дирижёры
- Ойген Йохум (1949—1960)
- Рафаэль Кубелик (1961—1979)[2]
- Колин Дэвис (1983—1992)
- Лорин Маазель (1993—2002)
- Марис Янсонс (2003—2019)
- Саймон Рэттл (с 2023 г.)

## Концертмейстер
- Антон Бараховский (2009—)